# Лающая иглоногая сова
Лающая иглоногая сова (лат. Ninox connivens) — вид иглоногих сов. Номинативный подвид — Ninox connivens connivens — живёт на юге и востоке Австралии.

## Описание
Среднего размера птица; длинный хвост и маленькая голова. Лицевой диск серо-коричневый. Верхние части тела и лоб коричневые. Маховые перья тёмные. Хвост серо-коричневый с белыми местами. Нижние части тела белые с серо-коричневыми полосками; чешуя на пальцах жёлтая. Достигает размера 35-45 см, весит 425—510 г; размах крыльев — 85-100 см. Глаза жёлтые, белые точки на крыльях. Её полёт волнистый, как у ястреба. Голос у неё похож на лай, когда 2 птицы общаются, из-за чего первые путешественники в Австралию думали, что в Австралии по деревьям лазали собаки. У неё есть и более редкий звук, который похож на крик женщины.

## Ареал
Обитает в Австралии (кроме центральных областей), Новой Гвинее и на Молуккских островах

## Биология
Обитает у больших деревьев, где гнездится. Приурочен к ручьями и реками, где живёт среди эвкалиптов в южной части ареала, и Melaleuca quinquenervia на севере. Может гнездиться в местах жительства людей, фермах и на улицах в городах. Обитает в низинах, рекордная максимальная высота обитания вида — 1 км над уровнем моря, Новая Гвинея. Гнездится в парах, и живёт в одном месте месяцами и годами. Ночной вид. Охотятся с вечера по утро, и часто навещает воду ранним утром, чтобы искупаться.

## Питание
Является хищником с широким спектром питания. Среди жертв есть домовой воробей (Passer domesticus), до довольно больших видов, например кукабарра, Psephotus haematonotus, Cracticus tibicen, и Podargus strigoides. Среди млекопитающих питается опоссумами, летучими мышами, а на юге Австралии — завезёнными кроликами. Также ест жуков, сверчков, и других насекомых. Также питается рыбой и ракообразными

## Размножение
Ночью начинается период, когда самка и самец издают трепещущие припевы. Голос самки выше чем у самца. Размножение начинается поздней зимой, с яйцами отложенными в июле и сентябре. Совы на севере размножаются чуть позднее чем на юге. Изучения в северной Виктории, показали, что одна пара заняла участок широтой в 14 квадратных километров, совсем немного перекрывая другие пары. Гнездо у сов расположено на высоте 30 метров над уровнем земли, занимают старые расщелины в деревьях, а иногда даже норы кроликов. Самец выбирает место для гнезда. Хорошее место для гнезда используется совами ещё много лет. Самка откладывает 2-3 яйца (чаще всего одно), между откладыванием яиц 2-3 дня перерывами. Яйца насиживаются 36 дней. Через 35 дней после рождения, птенец вылетает из гнезда и делает свои первые полёты. Они живут с родителями ещё несколько месяцев.

## Охранный статус
МСОП присвоил виду охранный статус «Виды, вызывающие наименьшие опасения». В основном в Австралии (кроме севера) является вымирающим. В Новом Южном Уэльсе он признан уязвимым, а в Виктории, где всего 50 размножающихся пар — вымирающим. Основная угроза этого вида — потеря обитания. Зайцы стали основной едой, когда местная фауна, которой питалась сова, начала исчезать. Ядовитая приманка уменьшила численность зайцев, что дало ответным ударом по численности совы. Другими угрозами стали проволочные заборы и автомобили, вместе с гнёздами шмелей

## Подвиды
Существует 5 подвидов лающих иглоногих сов:
- N. c. rufostrigata  (Gray, 1861) — север Молуккских островов.
- N. c. remigialis  Stresemann, 1930 — юг Молуккских островов.
- N. c. assimilis  Salvadori & D’Albertis, 1875 — Восток Новой Гвинеи, также острова Манам, Каркар и Дару.
- N. c. peninsularis  Salvadori, 1876 — Север Австралии.
- N. c. connivens  (Latham, 1801) — Юго-восточная и Восточная Австралия, также Юго-западная.